# Leaellynasaura
A Leaellynasaura egy kis méretű, körülbelül 2–3 méter hosszúságú két lábon járó, növényevő ornithopoda dinoszaurusznem volt, amely a kora kréta korban, mintegy 108 millió évvel ezelőtt élt.

## Előfordulása
Az első példányát az ausztráliai Victoria államban levő Dinoszaurusz Öbölben (Dinosaur Cove) fedezték fel, sok más hiányos dinoszaurusz maradvány között. Ausztrália délkeleti része a kora kréta korban a déli sarkkörön belül, egy nagy kiterjedésű kontinens részeként helyezkedett el, ami egy meglehetősen hideg (bár a jelenkorinál enyhébb) éghajlatú erdős terület volt. Ennél délebbre, az Antarktiszon találtak rá, egyebek mellett a Cryolophosaurus maradványaira is, amely további bizonyítékul szolgál arra, hogy a dinoszauruszok számukra nem kimondottan kedvező körülmények között is élhettek, amiket tovább nehezíthetett az a helyzet, hogy a téli időszakban a nap négy hónapig nem kelt fel.

## Osztályozása
A Leaellynasaurát hagyományosan a hypsilophodontidák családjába sorolták, amelyet az ornithopoda alrend egy kevésbé bazális, de meglehetősen sikeres, a világ legtöbb részén fellelhető csoportjának gondolták. Egyesek primitív iguanodontiának, mások pedig primitív madármedencéjűnek tartották, manapság azonban az az elterjedt nézet, hogy egy nem-iguanodontia Ornithopoda volt, mivel a hypsilophodontida rendszertani csoport létjogosultságát megkérdőjelezték. Típusfaját a Leaellynasaura amicagraphicát 1989-ben írták le. A nevét Leaellyn Richről, az őslénykutató házaspár, Tom Rich és Patricia Vickers-Rich lányáról kapta, aki rátalált az állat majdnem teljes, fosszilizálódott koponyájára. Holotípusa (az NMV P185990-3 jelzésű példány) egy fiatal, 75 centiméter hosszú és 30 centiméter magas egyed, melynek csontváza csak részlegesen őrződött meg.

## Életmódja
Méretéről, alakjáról és életmódjáról rokonaival való összehasonlításából lehet következtetni. Feltehetően cikászokkal, páfrányokkal és tűlevelűekkel táplálkozott. A koponyája vizsgálata során megállapították, hogy nagy szemekkel rendelkezett és agyának optikai lebenye is nagy méretű volt, ami alapján feltételezhető, hogy ez az állat a sötét időszakok alatt is tevékenykedett. Abból a tényből, hogy szokatlanul alacsony hőmérsékleten élt (feltehetően elviselte a fagypont alatti hideg teleket is), a tudósok arra következtettek, hogy a Leaellynasaura meleg vérű volt.
Különleges ismertetőjegye a szemén kívül elképesztően hosszú farka volt, amely testhossza háromnegyedét tette ki. Mindössze néhány hadrosaurida rendelkezett több farokcsigolyával a madármedencéjű dinoszauruszok közül.
Egyes ábrázolások szőrzetszerű képletekkel látják el az állatot, azonban ez egyelőre egy még vitatott elképzelés.

## Popkulturális hatása
A Leaellynasaura látható a BBC 1999-es Dinoszauruszok, a Föld urai (Walking With Dinosaurs), című dokumentumfilm-sorozatának ötödik részében.
Stephen Baxter Evolution című könyvének The Last Burrow című fejezetében feltűnik egy hideg éghajlaton kifejlődött Leaellynasaura.

## Fordítás
- Ez a szócikk részben vagy egészben a Leaellynasaura című angol Wikipédia-szócikk ezen változatának fordításán alapul.  Az eredeti cikk szerkesztőit annak laptörténete sorolja fel. Ez a jelzés csupán a megfogalmazás eredetét és a szerzői jogokat jelzi, nem szolgál a cikkben szereplő információk forrásmegjelöléseként.